# Viking HK Stavanger
Le Viking HK Stavanger est un club de handball situé à Stavanger en Norvège. Entre 2000 et 2009, le club a fusionné avec le Stavanger IF pour former le Stavanger Håndball.

## Palmarès
Compétitions nationales
- Vainqueur du Championnat de Norvège (1) : 1998
- Vainqueur de la Coupe de Norvège (4) : 1989, 1995, 1997, 2000

## Joueurs célèbres
Parmi les joueurs du club, on trouve :
- Magnus Andersson : de 1991 à 1992
- Christian Berge : de 1995 à 1999
- Alexander Blonz : de 2016 à 2019
- Steinar Ege (de) : de ? à 1997
- Ole Erevik : de 2000 à 2004
- Mattias Gustafsson : de 1999 à 2000
- Jan Thomas Lauritzen (de) : de 1995 à 2002
- Kevin Møller : de 2010 à 2011
- Kjetil Strand (de) : de 2010 à 2013